# 李复几
李复几（1881年12月9日—1947年9月16日），原名福基，字泽民，男，江苏吴县人，生于上海，中国物理学家，中国第一位物理学博士。曾任四川盐务局总工程师。